# Нова алтернатива
„Нова алтернатива“ е политическа партия в Република Северна Македония, сформирана през 2007 година от Георги Оровчанец, депутат от ВМРО – Народна партия (ВМРО-НП), който я напуска и създава своя партия.
На парламентарните избори през 2008 година „Нова алтернатива“ участва в предизборната коалиция „Слънце. Коалиция за Европа“, водена от  СДСМ, и печели едно депутатско място.
На следващите парламентарни избори се явяват със същата коалиция, но не спечелват място. През 2014 година не участват в парламентарните избори. На изборите в 2016 и 2020 година се присъединяват отново към коалицията, водена от СДСМ.
През юни 2023 година партията „Нова алтернатива“ е пререгистрирана в Основния граждански съд в Скопие; за изпълняващ длъжността председател е регистриран Сократ Ефтимовски, спортен директор на Федерацията по борба на Македония.
През януари 2024 година партията е оглавена от Данела Арсовска, кметицата на Скопие. Арсовска заявява, че партийното ръководство ще се основава на четири постулата – справедливост, освобождаване на икономиката от ограниченията на големия капитал и въвеждане на равни възможности, борба с корупцията и престъпността и пълна дигитализация на публичната администрация. Тя заявява също, че партията, която е в коалиция със СДСМ, е взела решение да излезе от коалицията, че „всички възможности за участието на партията в предстоящите парламентарни избори са отворени“ и ще влезе в коалиция само ако бъдат приети идеите на „Нова алтернатива“. Арсовска се обявява против Преспанския договор, нарича вписването на българите в Конституцията „сериозен и тъжен въпрос“, а договора с България – „асиметричен“.